# Joe Lane (labdarúgó)
James Charles "Joe" Lane (Hereford, 1892. július 11. - 1959. február, Abbots Langley) egykori angol labdarúgó. Az 1911-12-es és az 1912-13-as szezonban az MTK játékosa volt.

## Sikerei, díjai
MTK
- Magyar labdarúgókupa: 1910-11

Blackpool FC
- Angol másodosztály gólkirály: 1914-15 (28 gól)